# تشنغدو وينق لونق
تشنغدو وينق لونق (بالإنجليزية: CAIG Wing Loong)‏ هي مركبة قتال جوي بدون طيار أنتجت في 2009 بالصين. من صناعة مجموعة تشنغدو لصناعة الطائرات. تستخدم بشكل أساسي من قبل سلاح جو جيش التحرير الشعبي. كان أول طيران لها في 2008. دخلت الخدمة في 2009، ومازالت في الخدمة حتى الآن.

## المستخدمون
- الصين:سلاح جو جيش التحرير الشعبي
- السعودية:القوات المسلحة السعودية: ساعدت الصين السعودية في مجال الطائرات من طيار (درون) وحصلت السعودية من الصين تعاون تقني ونقل تصنيع الطائرات بدون طيار نوع تشنغدو وينق لونق في المملكة العربية السعودية بجميع أحجامها وأنواعها المدنية والعسكرية وتسويقها اقليمياً لصالح السعودية
- الإمارات العربية المتحدة
- مصر:القوات الجوية المصرية